# Островице (гмина)
Островице (пол. Ostrowice) — сельская гмина (волость) в Польше, входит как административная единица в Дравский повет, Западно-Поморское воеводство. Население — 2 640 человек (на 2013 год). С 1 января 2019 года гмина Островице ликвидирована как административная единица и включена в состав гмины Дравско-Поморске.